# زمین‌لرزه ۲۰۰۷ جزیره‌های آندروپوف
زمین‌لرزه جزیره‌های آندروپوف  در تاریخ ۱۹ دسامبر ۲۰۰۷ میلادی، برابر با ‎۲۸ آذر ۱۳۸۶، ساعت ۹:۳۰:۲۷ به زمان یوتی‌سی در آمریکا ، منطقه جزایر آندروپوف رخ داد. ژرفای این زلزله ۳۴ کیلومتر بود، و بزرگی آن ۷٫۲ در مقیاس Mw اعلام شده‌است. زمین‌لرزه به وقت محلی در روز سه‌شنبه، ساعت ۲۳ روی داده و منطقه زمانی آن یوتی‌سی -۱۰ بوده‌است .
سازمان زمین‌شناسی آمریکا نیز رومرکز این زمین‌لرزه را در مختصات ۵۱°۲۱′۳۶″شمالی ۱۷۹°۳۰′۳۲″غربی / ۵۱٫۳۶°شمالی ۱۷۹٫۵۰۹°غربی و ژرفای آنرا در ۳۴ کیلومتر گزارش کرده‌است. بزرگی برگزیدهٔ این سازمان از میان بزرگیهای محاسبه‌شدهٔ مختلف ۷٫۲ در مقیاس Mw بوده و از دید اثر، در میان چهار دسته‌بندی «نامحسوس»، «محسوس»، «زیان‌آور» یا «با تلفات»، زلزله را «محسوس» اعلام کرده‌است.
پروژهٔ «تنسور گشتاور مرکزوار» زاویه‌های (راستا، شیب، ریک) گسل سازندهٔ زمین‌لرزه و صفحه عمود بر آنرا (°۲۷۴، °۲۱، °۱۱۸) یا (°۶۴، °۷۲، °۸۰) و نوع گسل را «معکوس» فرارسانده‌است.